# ザナボブ (競走馬)
ザナボブ（英語: The Nabob、1849年 - 1874年）は、イギリスで生産および調教されたサラブレッドの競走馬。競走馬としては1853年のチェスターフィールドカップに優勝したほか、スチュワーズカップ・イボアハンデキャップ・ロシア皇太子ハンデキャップ・ケンブリッジシャーハンデキャップで2着に入った。引退後種牡馬となってすぐにフランスへ輸出されたが、そこでパリ大賞馬ヴェルムートやボワルセルとスズランの2頭のフランスダービー馬を出す成功を収めた。

## 生涯
ザナボブは1849年にイギリスのハンプトンコート牧場でジョナサン・ピール大佐によって生産された（当時まだ王立牧場は設立されていなかった）。
父はザノブ、母はヘスター (Hester) 、母の父キャメルという血統の青毛の牡馬である。
ポニーのように小柄だった父ザノブとは対象的にザナボブはサラブレッドとしては最大級の大型馬で、長い脚に美しい馬体とアラブ種に似た頭を持っていた。体高は1メートル62センチになったが、成熟には5歳までかかった。

### 競走馬時代
1851年にピールの所有馬がすべて第3代リブルズデール男爵に売却されたため、1852年に3歳でデビューしたときに騎手は彼の服色を着用していた。この年はニューマーケット競馬場で3勝を挙げた。
翌1853年はジョン・ショウ・ドリンカルドの持ち馬として走った。チェスターフィールドカップ (Chesterfield Cup) ではオーギュスト・リュパン所有のフランス二冠牝馬ジュヴァンスを破って優勝した。またスチュワーズカップ・グレートイボアハンデキャップ（現イボアハンデキャップ）・ロシア皇太子ステークス（現ロシア皇太子ハンデキャップ）・ケンブリッジシャーステークス（現ケンブリッジシャーハンデキャップ）で2着に入った。
5歳時はハワード氏に転売されたが、1854年に出走したのはアスコットゴールドカップの1戦だけで、ここでは4000メートルを4分27秒で走破した三冠馬ウェストオーストラリアンに敗れた。
1855年は更に馬主が替わり、第2代アングルシー侯爵の所有馬となった。彼のもとでは運に恵まれず、グレートノーサンプトンシャーステークス (Great Northamptonshire Stakes) の競走中に転倒して競走中止になっている。この年を最後に競走馬を引退し、種牡馬入りした。

### 種牡馬時代

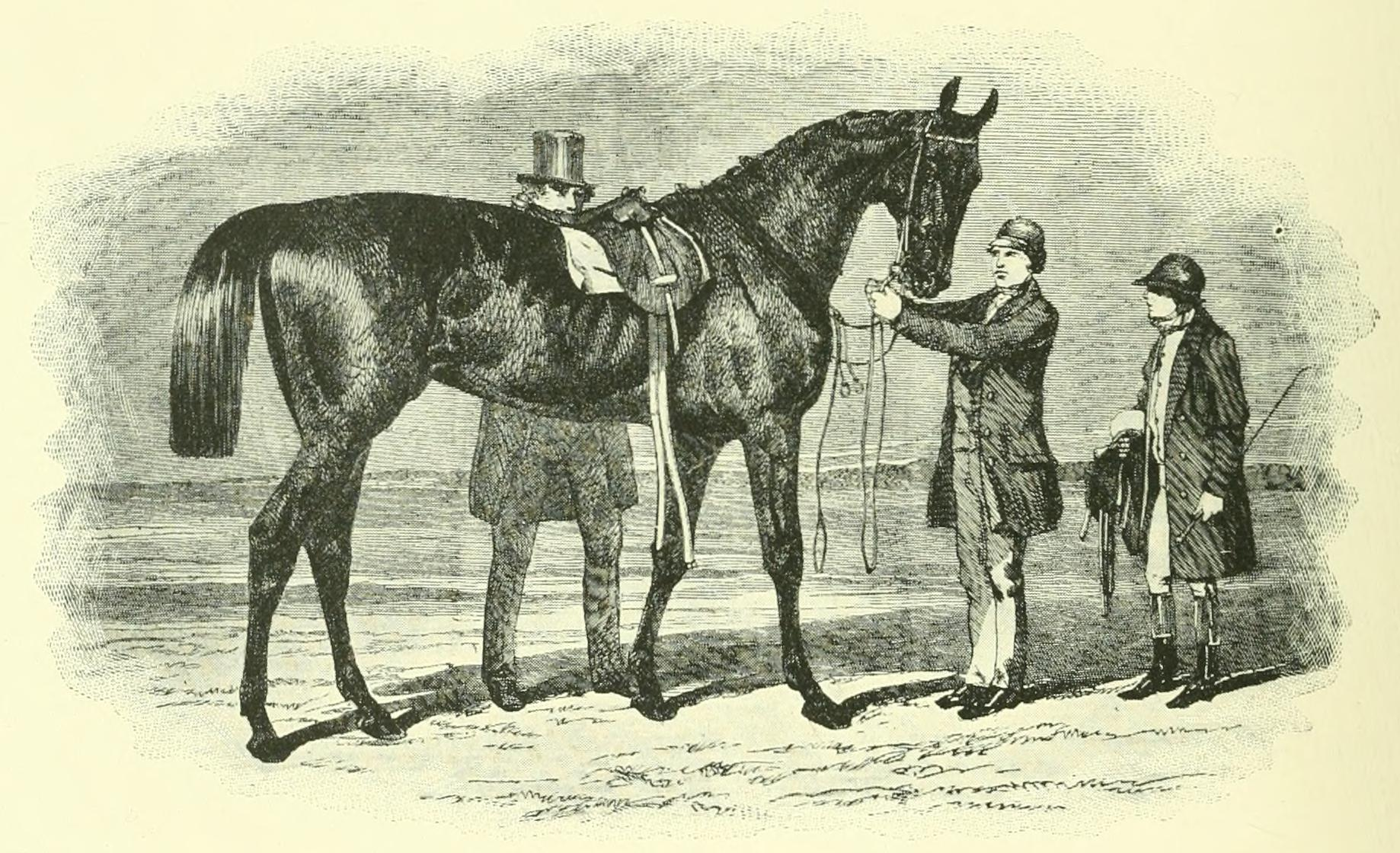
ルピー（1857年産）

1856年と1857年はサセックス州で種牡馬として供用された。このときの産駒から1860年のアスコットゴールドカップに勝つルピーが出た。
1857年の年末にアルチュール・ド・シークラー男爵がザナボブを3万フランで購買し、フランスへ輸入した。1866年当時はパリ近郊のシュヴィイに繋養され、種付料は500フランだった。
代表産駒に、アンリ・デラマール（Henri Delamarre）が所有した1861年生まれのボワルセルとヴェルムートの2頭や、シークラー男爵にジョッケクルブ賞（仏ダービー）初勝利をもたらした1865年生まれのスズランがいる。

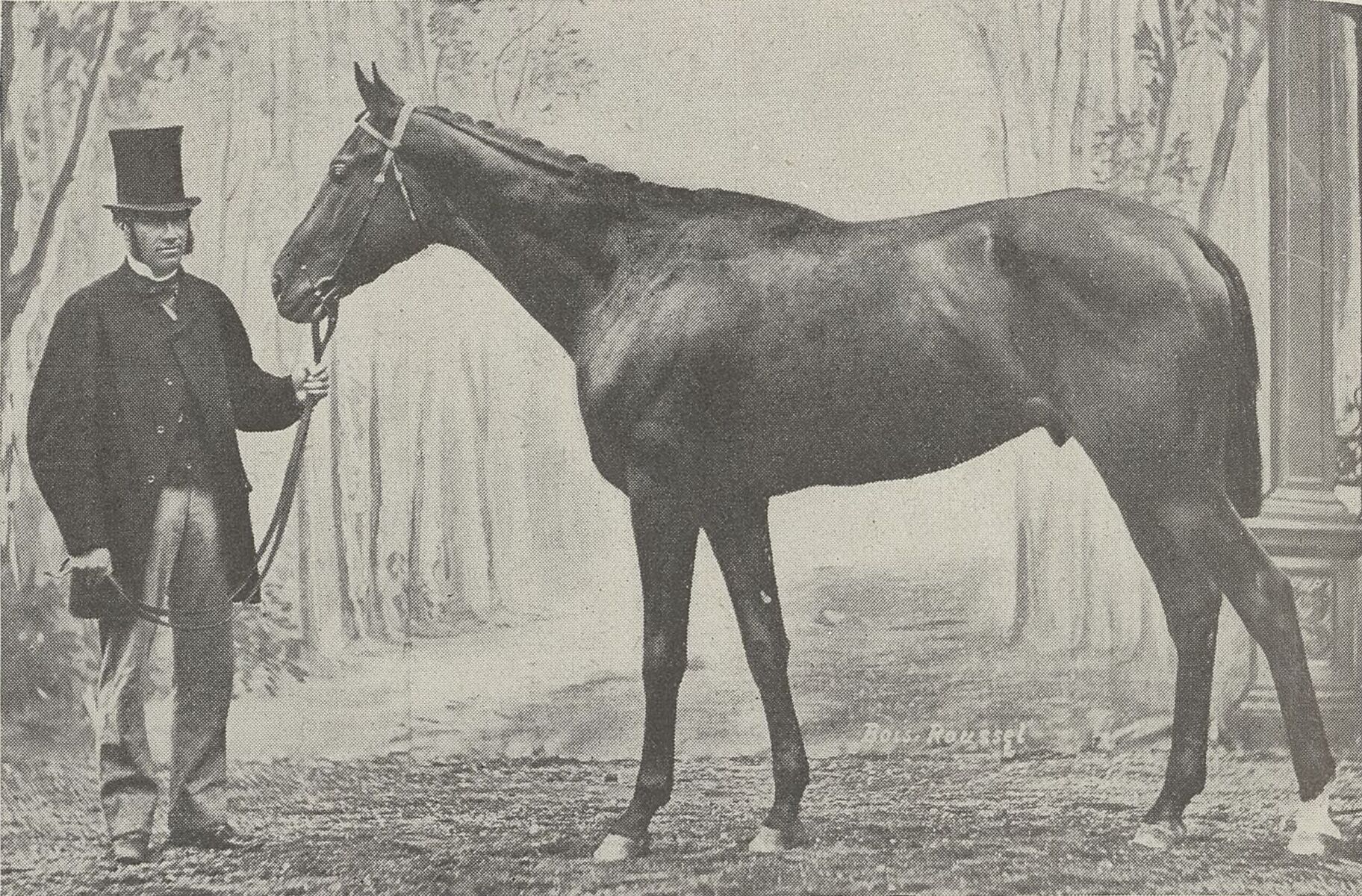
ボワルセル（1861年産）

ボワルセルは1864年のランペルール賞とプール・デ・プロデュイに加えてジョッケクルブ賞にも優勝したが、同年のパリ大賞で故障し引退した。種牡馬としては、1869年のロワイヤルオーク賞（仏セントレジャー）に勝ち繁殖牝馬としても成功するクロト (Clotho) や、1868年のグランクリテリウム優勝牝馬のマドモアゼルドフリニー (Mlle de Fligny) を出している。

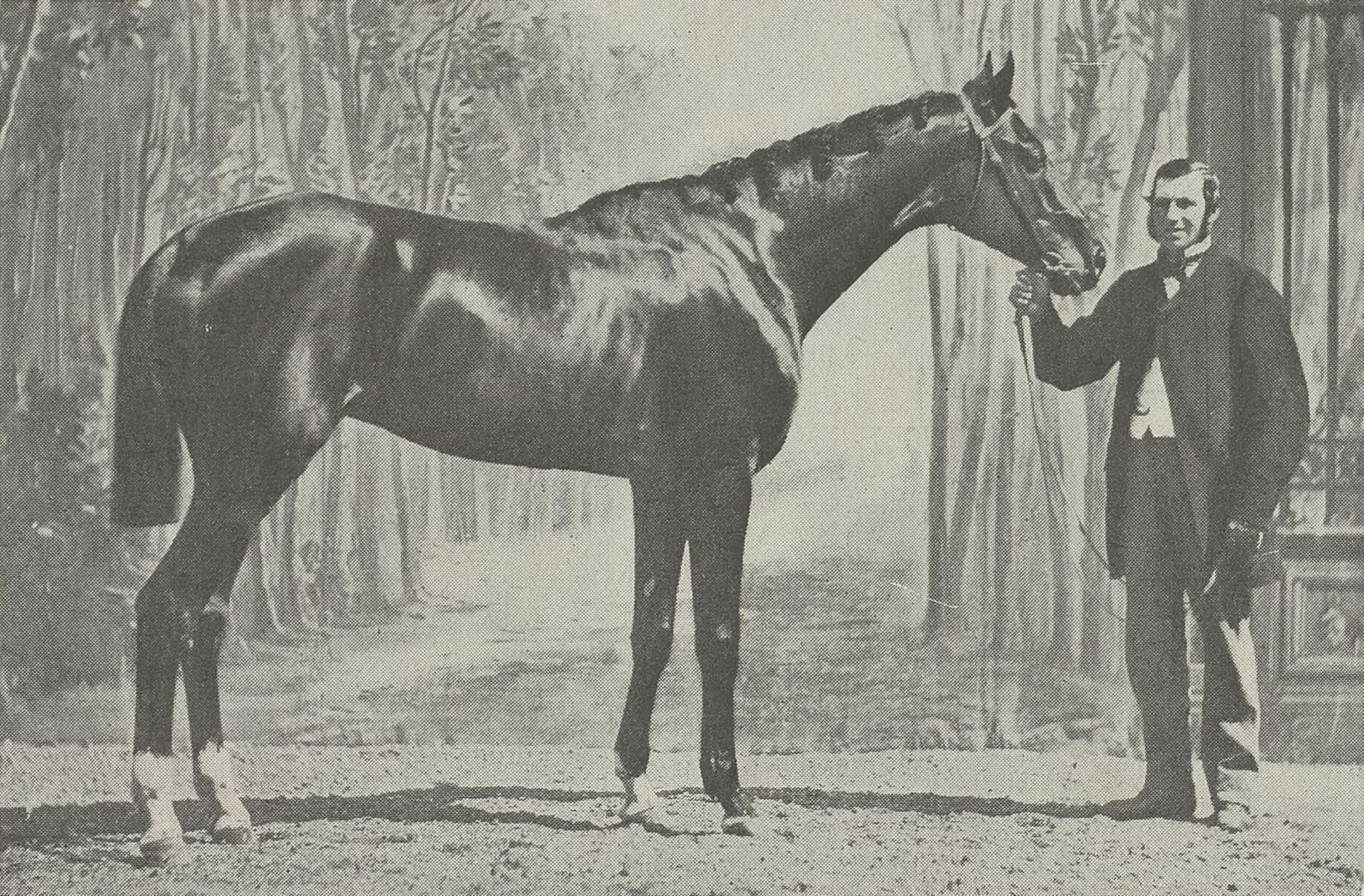
ヴェルムート（1861年産）

ヴェルメイユ賞に名を残す名繁殖牝馬ヴェルメイユとザナボブの間に生まれたヴェルムートは、1864年のパリ大賞で英ダービー馬ブレアーアソールや英仏オークス優勝のフィーユドレール (Fille de l'Air) を破る金星を挙げた。種牡馬入りするとさらに大きな成功を収め、1873年のジョッケクルブ賞とパリ大賞の二冠に加えて1874年のアスコットゴールドカップも制したボイアール、1874年のグランクリテリウムと1875年のロワイヤルオーク賞に勝ち種牡馬としても成功したペルプレクセ (Perplexe)、1876年のオークスステークス（英オークス）に同着優勝するエンギュランド、1877年のディアヌ賞（仏オークス）勝ち馬ラジョンシェール (La Jonchère) らの父となった。

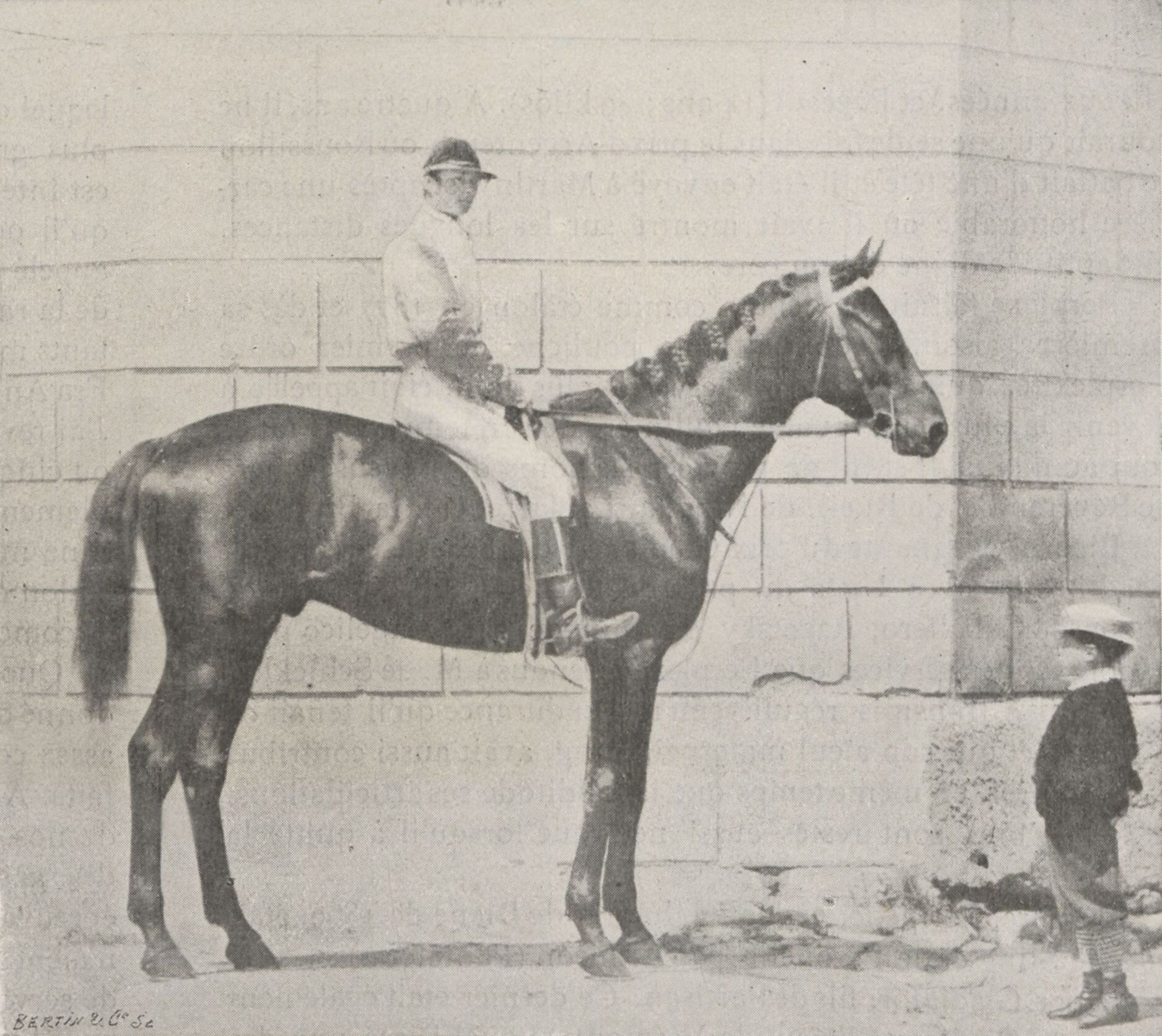
スズラン（1865年産）

スズランはアスコットゴールドカップ勝ち馬ルピーの全弟として生まれた。1868年のランペルール賞とジョッケクルブ賞に優勝し、パリ大賞でもジアールの2着になった。故障により引退したが、種牡馬としては成功できなかった。
ザナボブは1874年にマンシュ県マルタンヴァにあったシークラー男爵の牧場で死んだ。
プール・デ・プロデュイ (Poules des Produits) と称するジョッケクルブ賞（仏ダービー）の前哨戦を整備していたフランス馬種改良奨励協会 (Société d'Encouragement) は、1878年に第4のプール・デ・プロデュイとしてザナボブの名を冠した「ナボブ賞 (Prix du Nabob)」を創設した。ナボブ賞は1896年にアルフレド・ド・ノアイユ伯爵を記念してノアイユ賞に改名されて現在に至っている。

## 競走成績
以下の成績はレーシングカレンダーによる。
| 競走日         | 競馬場           | 競走名                  | 距離         | 頭数 | 着順 | 騎手      | 負担重量 | 1着馬（2着馬）  | 出典   |
| -------------- | ---------------- | ----------------------- | ------------ | ---- | ---- | --------- | -------- | --------------- | ------ |
| 1852年4月13日  | ニューマーケット | リドルスワースS         | 7fur201yds   | 3    | 1着  | Flatman   | 8st7lbs  | (Weathergage)   | [ 19 ] |
| 1852年4月16日  | ニューマーケット | Sweepstakes             | 7fur201yds   | 3    | 1着  | Flatman   | 8st7lbs  | (Sackbut)       | [ 20 ] |
| 1852年4月26日  | ニューマーケット | マッチレース            | 5fur140yds   | 2    | 1着  | Flatman   | 8st7lbs  | (Hugo)          | [ 21 ] |
| 1852年5月26日  | エプソム         | 英ダービー              | 1mi+1⁄2      | 27   | 着外 | Pettit    | 8st7lbs  | Daniel O'Rourke | [ 22 ] |
| 1852年7月6日   | ニューマーケット | Handicap Sweepstakes    | 5fur136yds   | 4    | 3着  | Flatman   | 8st7lbs  | Flirt           | [ 23 ] |
| 1852年7月27日  | グッドウッド     | グラトウィックS         | 1mi+1⁄2      | 7    | 3着  | Rogers    | 8st10lbs | Longbow         | [ 24 ] |
| 1852年7月29日  | グッドウッド     | ベンティンクメモリアルS | 1mi+1⁄2      | 3    | 2着  | Rogers    | 8st7lbs  | Harbinger       | [ 25 ] |
| 1852年9月30日  | ニューマーケット | マッチレース            | 5fur140yds   | 2    | 2着  | Rogers    | 8st7lbs  | Glenluce        | [ 26 ] |
| 1852年10月15日 | ニューマーケット | マッチレース            | 7fur201yds   | 2    | 取消 | 取消      | 8st3lbs  | Stockwell       | [ 28 ] |
| 1853年4月7日   | エプソム         | レールウェイプレート    | 3⁄4mi        | 10   | 着外 | A. Day    | 8st5lbs  | Narcissus       | [ 29 ] |
| 1853年5月24日  | エプソム         | マナープレート          | 1mi          | 9    | 着外 | A. Day    | 7st13lbs | Calot           | [ 30 ] |
| 1853年7月27日  | グッドウッド     | スチュワーズC           | 3⁄4mi        | 29   | 2着  | Aldcroft  | 7st13lbs | Longbow         | [ 31 ] |
| 1853年7月29日  | グッドウッド     | チェスターフィールドC   | 1mi+1⁄4      | 12   | 1着  | Aldcroft  | 7st3lbs  | (Cat's-paw)     | [ 32 ] |
| 1853年8月18日  | ヨーク           | イボアH                 | 2mi          | 13   | 2着  | Charlton  | 7st1lbs  | Pantomime       | [ 33 ] |
| 1853年9月29日  | ニューマーケット | トライエニアルS         | 2mi119yds    | 3    | 1着  | A. Day    | 8st7lbs  | (Adine)         | [ 34 ] |
| 1853年10月11日 | ニューマーケット | ロシア皇太子S           | 2mi2fur28yds | 31   | 2着  | A. Day    | 8st      | Haco            | [ 35 ] |
| 1853年10月25日 | ニューマーケット | ケンブリッジシャーS     | 2mi240yds    | 39   | 2着  | A. Day    | 8st2lbs  | Little David    | [ 36 ] |
| 1854年6月15日  | アスコット       | アスコット金杯          | 約2mi+1⁄2    | 7    | 着外 | Wells     | 9st      | West Australian | [ 37 ] |
| 1855年3月15日  | ソールズベリー   | トライアルS             | 1mi          | 2    | 1着  | H. Goater | 9st3lbs  | (Kingstown)     | [ 38 ] |
| 1855年3月27日  | ノーサンプトン   | 大ノーサンプトンシャーS | 2mi          | 16   | 中止 | A. Day    | 8st5lbs  | Hungerford      | [ 39 ] |
| 1855年5月2日   | チェスター       | トレードマンズS         | 約2mi+1⁄4    | 27   | 着外 | A. Day    | 8st2lbs  | Scythian        | [ 40 ] |
| 1855年5月4日   | チェスター       | チェシャーS             | 約1mi3fur    | 5    | 3着  | A. Day    | 8st8lbs  | Typee           | [ 41 ] |
| 1855年5月23日  | エプソム         | エプソムC               | 1mi+1⁄2      | 4    | 2着  | H. Goater | 9st      | Rataplan        | [ 42 ] |
| 1855年6月5日   | アスコット       | ロイヤルハントC         | 1mi          | 24   | 着外 | W. Day    | 9st      | Chalice         | [ 43 ] |
| 1855年10月23日 | ニューマーケット | ケンブリッジシャーS     | 2mi240yds    | 22   | 着外 | H. Goater | 8st6lbs  | Sultan          | [ 44 ] |
| 1855年11月15日 | シュルーズベリー | コラムハンデS           | 約1mi+1⁄4    | 22   | 着外 | J. Goater | 7st10lbs | Lord Alfred     | [ 45 ] |

- 走路はすべて芝馬場。
- 当時はグループ制導入前のため格付け無し。
- 競走名の S はステークスの、C はカップの、H はハンデキャップの略。

## 血統表
| The Nabobの血統 | The Nabobの血統 | The Nabobの血統 | （血統表の出典） | （血統表の出典） |
| 父系            | ヘロド系 | ヘロド系 | ヘロド系 | [ § 2 ]          |
| 父 The Nob      | 父の父Glaucus | Partisan | Walton | Walton           |
| 父 The Nob      | 父の父Glaucus | Partisan | Parasol |                  |
| 父 The Nob      | 父の父Glaucus | Nanine | Selim | Selim            |
| 父 The Nob      | 父の父Glaucus | Nanine | Bizarre |                  |
| 父 The Nob      | 父の母Octave | Emilius | Orville | Orville          |
| 父 The Nob      | 父の母Octave | Emilius | Emily |                  |
| 父 The Nob      | 父の母Octave | Whizgig | Rubens | Rubens           |
| 父 The Nob      | 父の母Octave | Whizgig | Penelope |                  |
| 母 Hester       | 母の父Camel | Whalebone | Waxy | Waxy             |
| 母 Hester       | 母の父Camel | Whalebone | Penelope |                  |
| 母 Hester       | 母の父Camel | Selim Mare | Selim | Selim            |
| 母 Hester       | 母の父Camel | Selim Mare | Maiden |                  |
| 母 Hester       | 母の母Monimia | Muley | Orville | Orville          |
| 母 Hester       | 母の母Monimia | Muley | Eleanor |                  |
| 母 Hester       | 母の母Monimia | Precipitate Mare | Precipitate | Precipitate      |
| 母 Hester       | 母の母Monimia | Precipitate Mare | Woodpecker Mare |                  |
| 母系(F-No.)     | 12号族(FN:12-c) | 12号族(FN:12-c) | 12号族(FN:12-c) | [ § 3 ]          |
| 5代内の近親交配 | Selim: S4×M4, Orville: S4×M4, Penelope: S4×M4, Sir Peter: S5×M5, Pot 8 o's: S5×M5, Prunella: S5×S5×M5, Buzzard: S5×S5×M5, Alexander Mare: S5×S5×M5 | Selim: S4×M4, Orville: S4×M4, Penelope: S4×M4, Sir Peter: S5×M5, Pot 8 o's: S5×M5, Prunella: S5×S5×M5, Buzzard: S5×S5×M5, Alexander Mare: S5×S5×M5 | Selim: S4×M4, Orville: S4×M4, Penelope: S4×M4, Sir Peter: S5×M5, Pot 8 o's: S5×M5, Prunella: S5×S5×M5, Buzzard: S5×S5×M5, Alexander Mare: S5×S5×M5 | [ § 4 ]          |
| 出典            | 1. 2. 3. 4. | 1. 2. 3. 4. | 1. 2. 3. 4. | 1. 2. 3. 4.      |